# Bernhard Pleskow († 1412)
Bernhard Pleskow (* vor 1358; † 1412 in Lübeck) war ein deutscher Politiker und Lübecker Ratsherr.

## Leben
Bernhard Pleskow war Sohn des Lübecker Bürgermeisters Hinrich Pleskow († 1358). Pleskow wurde 1393 in den Lübecker Rat gewählt. Bei den bürgerlichen Unruhen 1408 in Lübeck blieb er, schon hochbetagt, in der Stadt. Er gehörte jedoch nicht zu den Ratsherren des alten Rates, die mit den Bürgern der Stadt am 5. Mai 1408 über die Neubesetzung des Rates verhandelten. Er war Eigentümer des Dorfes Schönberg. In Testamenten Lübecker Bürger wird er mehrfach als Urkundszeuge und als Vormund aufgeführt. Pleskow war Mitglied der patrizischen Zirkelgesellschaft und bewohnte das Haus Breite Straße 35.